# Дмитриев, Владимир Иванович (учёный)
Владимир Иванович Дмитриев (20 октября 1932, Баку — 24 ноября 2020, Москва) — учёный в области математической физики, доктор физико-математических наук, профессор, заведующий лабораторией ВМК МГУ, заместитель декана ВМК МГУ.

## Биография
В 1950 году окончил среднюю школу в Баку.
В 1955 году окончил физический факультет МГУ.
В 1959 году окончил аспирантуру физического факультета МГУ.
Кандидат физико-математических наук (1959). Тема диссертации: «Исследование электромагнитных полей применительно к задачам аэроэлектроразведки» (научный руководитель А. Н. Тихонов).
Доктор физико-математических наук (1967). Тема диссертации: «Электромагнитные поля в неоднородных средах».
В 1969 году присвоено звание профессора.
С 1958 по 1960 год — младший научный сотрудник Института физики Земли АН СССР.
С 1960 по 1962 год — учёный секретарь Магнитной лаборатории Института металлургии АН СССР.
В 1962 году — старший научный сотрудник Института атомной энергии АН СССР.
С 1962 по 1982 год работал в Научно-исследовательском вычислительном центре МГУ в должностях: старшего научного сотрудника, заведующего сектором, заместителя директора НИВЦ МГУ.
С 1982 года и по конец жизни являлся профессором кафедры математической физики факультета ВМК МГУ и руководителем лаборатории математической физики ВМК МГУ.
С 1986 года исполнял обязанности заместителя декана факультета ВМК МГУ.

## Преподавательская деятельность
Владимир Дмитриев вёл преподавательскую работу на факультете вычислительной математики и кибернетики МГУ. Читал основной курс «Дифференциальные уравнения» и специальные курсы «Системы математического моделирования» и «Обратные задачи геофизики».

## Научная деятельность
Владимир Дмитриев — ведущий учёный в области математического моделирования и методов решения прямых и обратных задач электродинамики. Широко известны его работы по созданию математических методов проектирования антенных устройств и излучающих систем.
Область научных интересов: вычислительная математика, математическая геофизика, обратные задачи, математическое моделирование, интегральные уравнения.
Является автором большого цикла работ по развитию методов математического моделирования электромагнитных полей в неоднородных средах.
Внёс большой вклад в развитие теории электромагнитных методов разведочной геофизики и геоэлектрики. 
Наиболее значительными являются его работы в области исследования электромагнитных зондирований неоднородных проводящих сред применительно к задачам глубинного магнитотеллурического зондирования, структурной и рудной электроразведки на переменном поле, работы по развитию математических методов обработки и интерпретации геофизических данных.
Большой цикл работ в научной деятельности Владимира Дмитриева посвящён разработке методов решения обратных задач математической физики. Им разработаны методы решения обратных задач электромагнитных зондирований, проектирования излучающих систем и оптических покрытий, исследованы задачи реконструкции палеоклимата по скважинным измерениям температуры и электроразведки полезных ископаемых.
Также проведен цикл исследований по частотным методам сейсморазведки, геотермики и теории метасоматоза.
Решил задачи электромагнитного каротажа скважин в постановке, адекватной практике, с учётом влияния скважины и зоны проникновения бурового раствора в пласт, задачу прямого поиска залежей нефти и газа электромагнитными методами. Все созданные методы и алгоритмы были реализованы в виде программ, специализированной библиотеки программ «Электромагнитные поля в геофизике».
Действительный член РАЕН (1992), где руководил секцией «Прикладная математика и математическая физика».
Редактор издания научных трудов факультета ВМК МГУ «Прикладная математика и информатика», редактор журнала «Computational Mathematics and Modeling», член редколлегий двух научных журналов.
Член двух специализированных советов по защите диссертаций.
Под руководством Владимира Дмитриева защищено более 40 кандидатских диссертаций, трое из его учеников защитили докторские диссертации.

## Награды и премии
- Орден Почёта (Россия, 2003)[3].
- Орден «Знак Почёта» (1980)[3].
- Государственная премия СССР (1976).
- Премия Совета Министров СССР (1986).
- Ломоносовской премии МГУ (1983).
- Три золотых и одна серебряная медали ВДНХ.
- Заслуженный деятель науки Российской Федерации (1993).
- Заслуженный профессор Московского университета (1994).

## Научные публикации
Автор более 300 научных статей.
Владимир Дмитриев сделал более 45 докладов на научных конференциях.
Автор 27 научных трудов и учебных пособий, в том числе:
- Дмитриев В. И. Дифференциальные уравнения — М.: АРГАМАК-МЕДИА, 2016. — 284 с. ISBN 978-5-00-024049-6
- Дмитриев В. И. Морские электромагнитные зондирования — М.: АРГАМАК-МЕДИА, 2014. — 192 с. ISBN 978-5-00-024022-9
- Дмитриев В. И. Обратные задачи геофизики — М.: МАКС Пресс, 2012. — 340 с.

### Труды под редакцией
- Численные методы в математической физике / МГУ им. М. В. Ломоносова. Фак. вычисл. математики и кибернетики; Под. ред. чл.-корр. РАН Д. П. Костомарова, акад. РАЕН В. И. Дмитриева. - М. : Диалог-МГУ, 1998. - 139 с. : ил., табл.; 21 см.; ISBN 5-89209-344-1 : 200 экз.